# Глобоко при Шмарју
Глобоко при Шмарју (словен. Globoko pri Šmarju) је насељено место у општини Шмарје при Јелшах, Савињска регија, Словенија.

## Историја
До територијалне реорганизације у Словенији било је у саставу старе општине Шмарје при Јелшах.

## Становништво
У попису становништва из 2011. године, Глобоко при Шмарју је имало 81 становника.
| Број становника према пописима | Број становника према пописима | Број становника према пописима |
| ------------------------------ | ------------------------------ | ------------------------------ |
| 1991                           | 2002                           | 2011                           |
| 63                             | 68                             | 81                             |

Напомена: До 1953. исказивано под именом Глобоко. Године 2015. извршена је мала размена територија између насеља Глобоко при Шмарју и Предел.